# 703
Раннє Середньовіччя. Триває чума Юстиніана. У Східній Римській імперії триває правління Тиберія III. Більшу частину території Італії займає Лангобардське королівство, деякі області належать Візантії. Франкське королівство розділене між правителями з династії Меровінгів. Іберію займає Вестготське королівство. В Англії триває період гептархії. Авари та слов'яни утвердилися на Балканах. Центр Аварського каганату лежить у Паннонії. Існують слов'янські держави: Карантанія та Перше Болгарське царство.
Омеядський халіфат займає Аравійський півострів, Сирію, Палестину, Персію, Єгипет, Північну Африку. У Китаї править Друга династія Чжоу. Індія роздроблена. В Японії триває період Ямато. Хазарський каганат підпорядкував собі кочові народи на великій степовій території між Азовським морем та Аралом. Відновився Тюркський каганат.
На території лісостепової України в VIII столітті виділяють пеньківську й корчацьку археологічні культури. У VIII столітті продовжилося швидке розселення слов'ян. У Північному Причорномор'ї співіснують різні кочові племена, зокрема булгари, хозари, алани, авари, тюрки, кримські готи.

## Події
- Араби захопили місто Мопсуестія на Сицилії.
- Тибетські війська вторглися на територію Китаю в Юньнань[1].

## Виноски
1. ↑  Christopher I. Beckwith The Tibetan empire in central Asia. Princeton University Press, 1993, (ISBN 978-0-691-02469-1)